# Hortillonages van Amiens
De Hortillonnages van Amiens, Camon, Rivery en Longueau, alle in Frankrijk, vormen een 300 hectare groot moerassig gebied, dat bestaat uit talloze kleine volkstuinen, die van elkaar gescheiden zijn door middel van evenzo talloze smalle kanalen. De meeste van deze volkstuinen zijn slechts toegankelijk per boot.

## Toponymie
De naam "hortillonnages" is afgeleid van het Picardische woord "hortillon" wat "warmoezenier" of "tuinbouwer" betekent. Het woord "hortillon" is dan weer afgeleid van het Latijnse "hortillus", wat staat voor "kleine tuin".

## Afbeeldingen

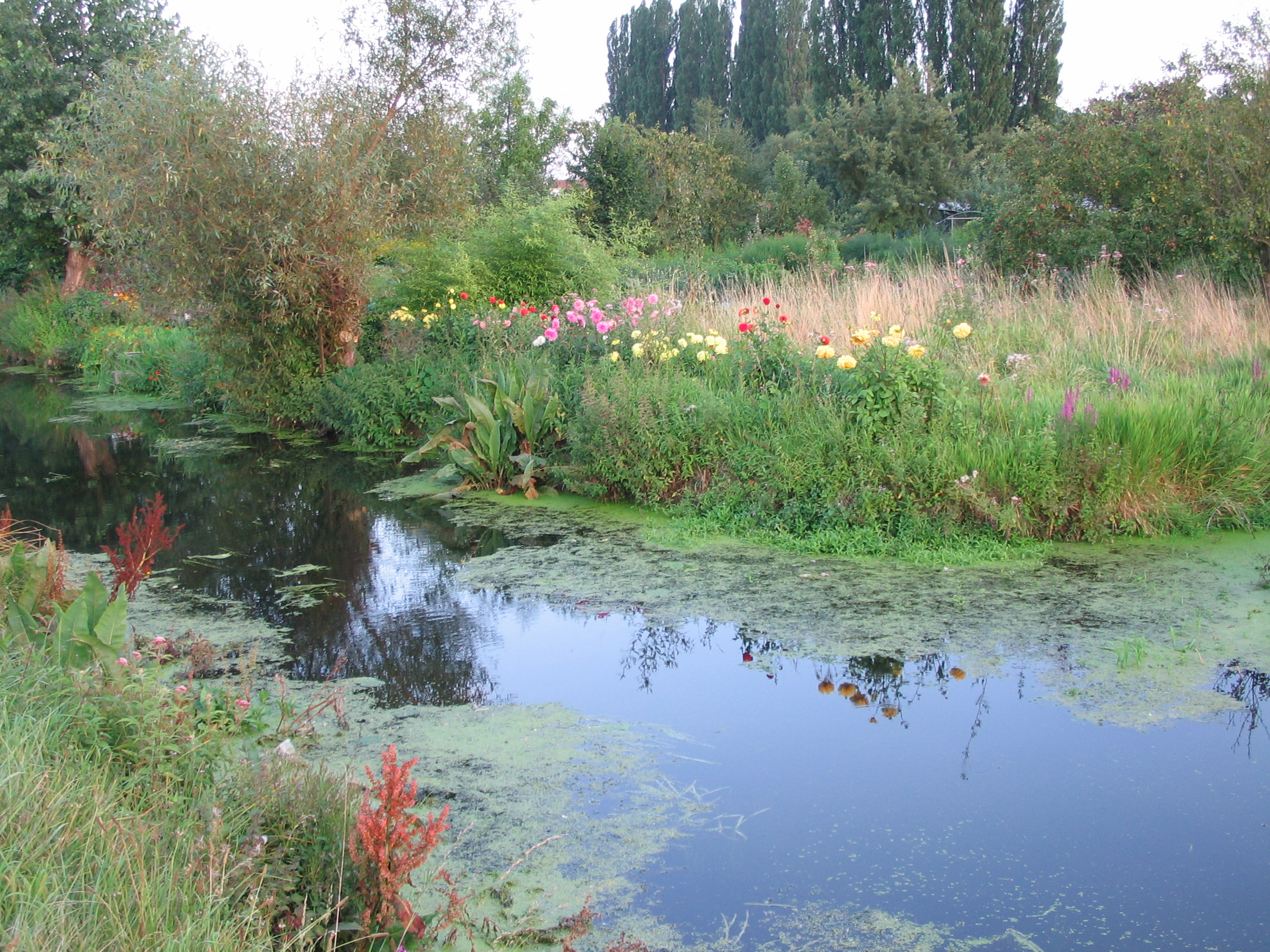
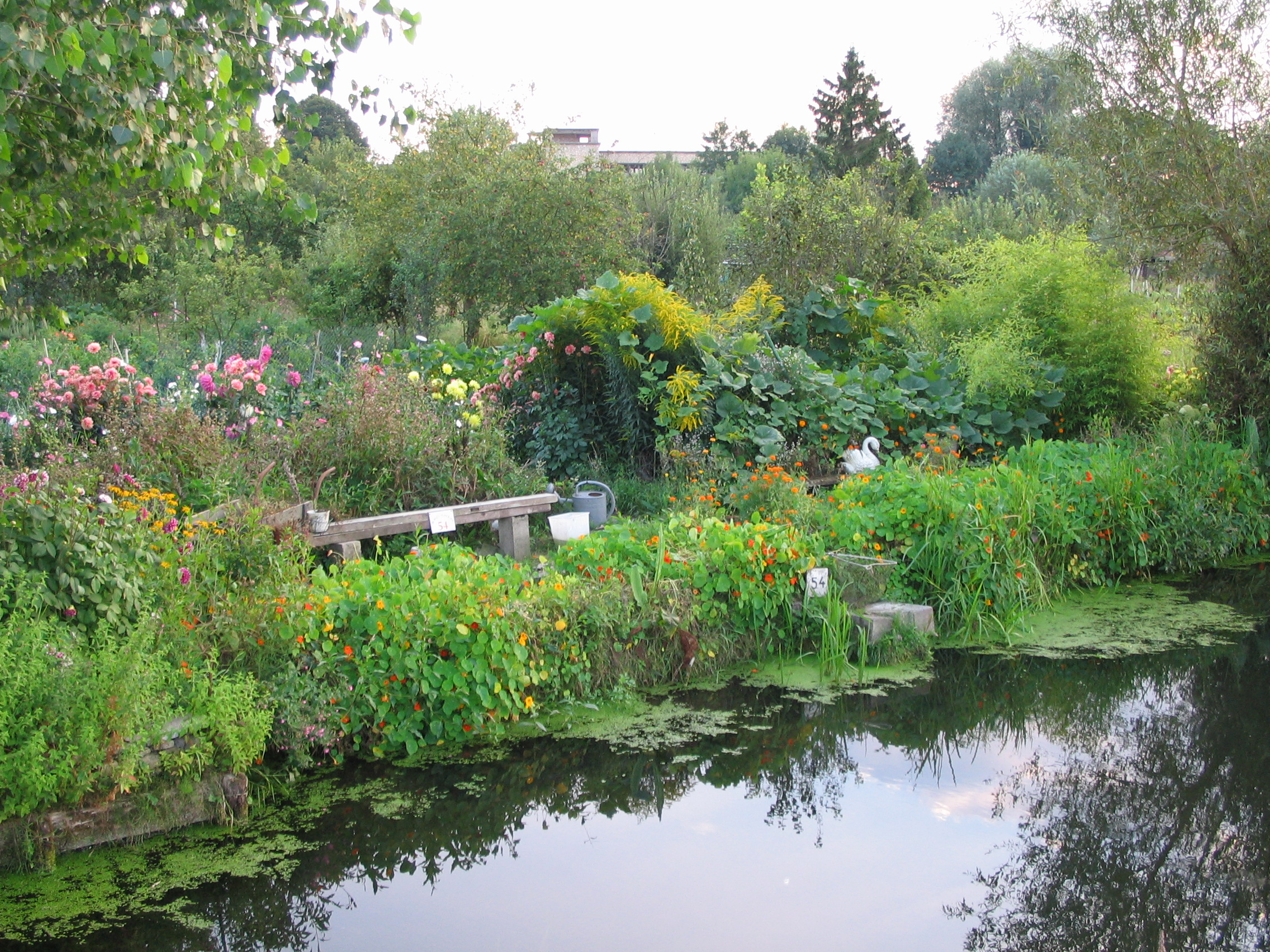
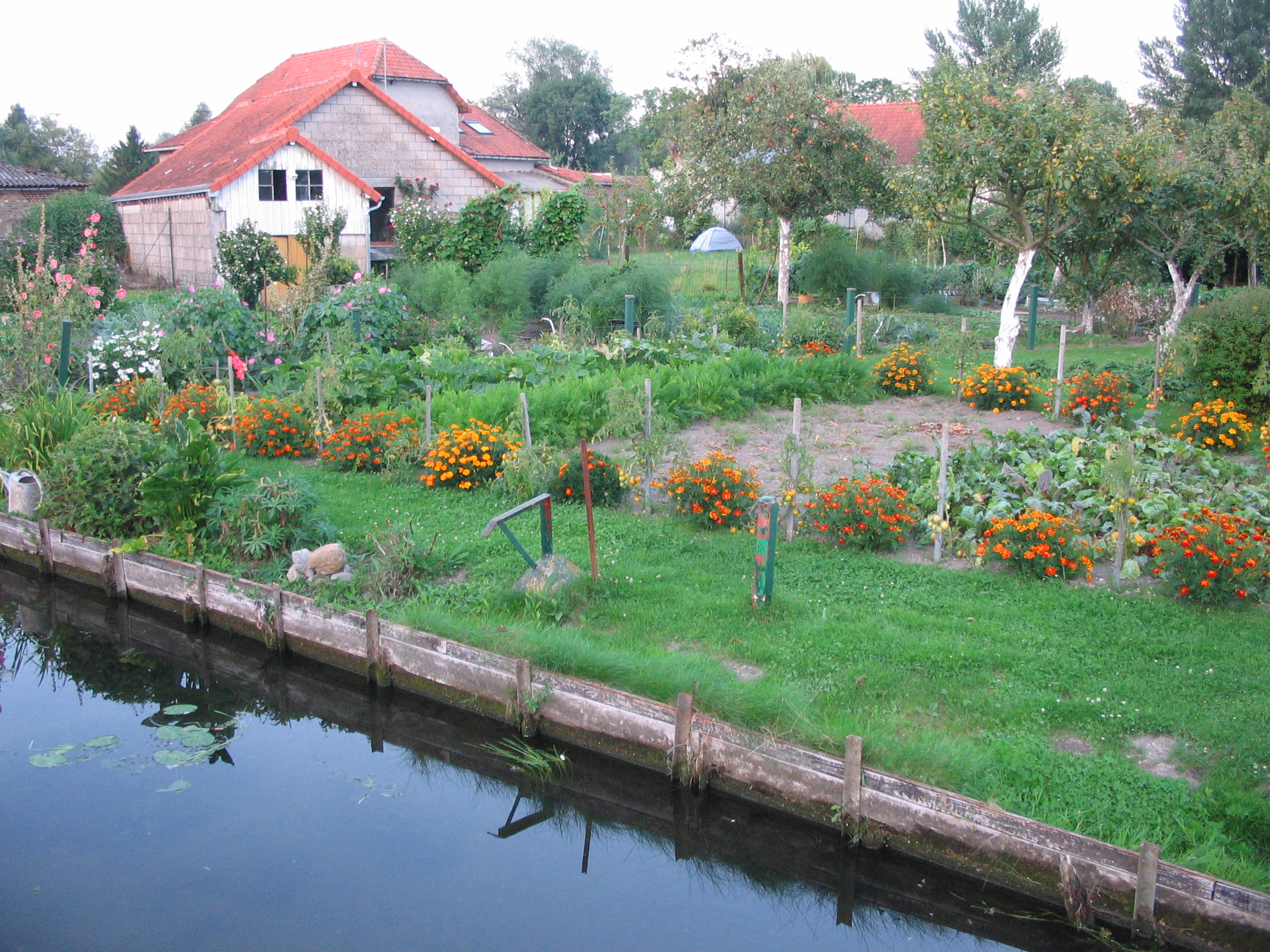
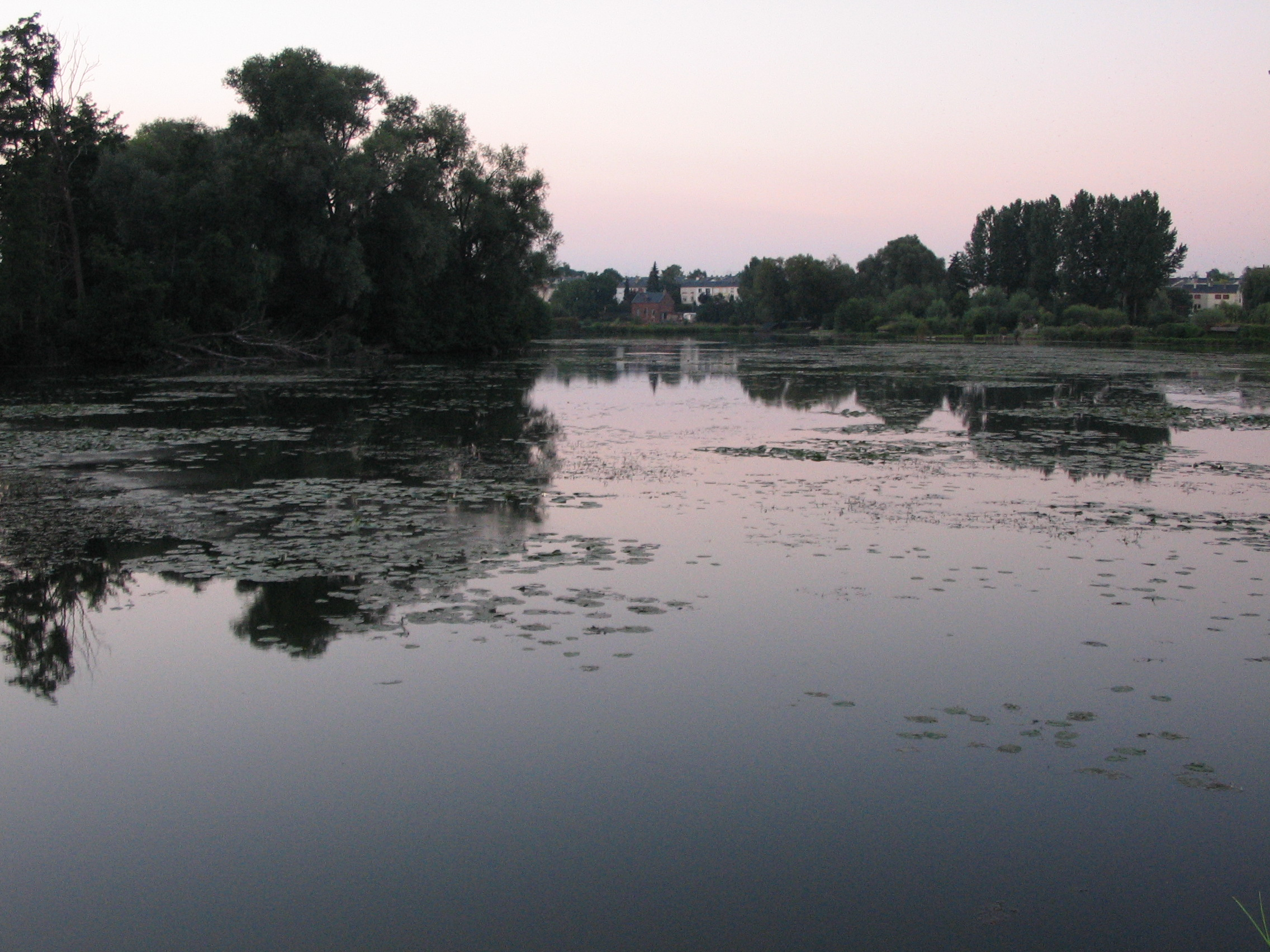